# Michel Draguet
Michel Draguet, né le 23 janvier 1964 à Namur, est un historien belge de l'art, professeur à l'Université libre de Bruxelles, et était directeur général des Musées royaux des Beaux-Arts de Belgique.
Spécialiste de l'art belge des XIXe et XXe siècles, il est notamment l'auteur de plusieurs ouvrages consacrés à Fernand Khnopff et René Magritte. Il a été directeur ad interim des Musées royaux d'art et d'histoire de Bruxelles.
Michel Draguet est membre de la classe des arts de l'Académie royale de Belgique, élu le 6 janvier 2005.
Le 12 novembre 2022, il épouse à la mairie du 16e arrondissement de Paris l'actrice, écrivaine, photographe et mannequin française Valérie dite Anaïs Jeanneret, auparavant compagne de Gérard Darmon, Jean Drucker et Vincent Bolloré, et qui partage sa vie entre Paris et Bruxelles.